# Mitrailleuse Hotchkiss de 13,2 mm modèle 1929
La mitrailleuse Hotchkiss de 13,2 mm modèle 1929 conçue par Hotchkiss est une arme de défense anti-aérienne.

## Caractéristiques
Cette arme à refroidissement par air est dotée d'un canon de 76 calibres, ces canons Hotchkiss ont une cadence cyclique de 450 coups par minute, mais la cadence pratique est de 200 / 250 coups par minute pour permettre le rechargement de leurs magasins de 30 balles.
Elle fut utilisée par l’Armée de l’air et la Marine nationale.
Dans la Marine nationale, elle était montée en bitube et en quadritube, cette dernière disposition étant inventée par Yves Le Prieur, sur la quasi-totalité des navires de guerre construits dans les années 1930, mais elle était également utilisée à terre en défense des côtes.
L’Armée de l’air l’utilisait en bitube seulement pour la défense des bases aériennes sous le nom de mitrailleuse de 13,2 mm CA mle 1930.
Elle fut également fabriquée sous licence au Japon pour la marine impériale japonaise sous le nom de Type 93.
L'Italie en fit une copie sous le nom de Breda Mod. 31 avec, en outre, un mode de chargement différent avec des bandes de munitions souples utilisée par la Regia Marina.

## Modèle 1930
L’Armée de terre refusa le modèle 1929 pour le tir anti-aérien au motif que les balles étant trop lourdes, elles risquaient de blesser les troupes en retombant.
Elle utilisa la  mitrailleuse Hotchkiss de 13,2 mm modèle 1930, strictement identique au modèle 1929, comme arme anti-personnel ou anti-char uniquement dans les casemates des basses Vosges et des berges du Rhin de la ligne Maginot pour tirer sur les moyens de franchissement.
Elle était montée sur un chariot suspendu identique à celui qui supportait le canon anti-char de 37 mm afin de pouvoir être retirée du créneau pour la mise en place d’un Jumelage de mitrailleuses Reibel (JM).
Cette arme fut montée sur divers véhicules blindés comme l'AMD Laffly 80 AM, l'AMR 35 et la chenillette T-15 belge, et fut utilisée en Espagne, en Belgique et en Chine.